# Новогрудська височина
Новогрудська височина — височина в Гродненській області Білорусі, між верхньою ділянкою річки Німан і її притоками Щарою і Сервеч. Висота до 323 метра — гора Пуцевицька (Замкова). Площа 4,4 тисяч км², простягується з півночі на південь на 72 км, з заходу на схід па 45—50 км.
Новогрудськая височина — частина Білоруської гряди. Характерні середньо- і крупнопагорбні гряди, складені моренними і лессовидними суглинками (особливо в південній частині). Поверхня значно розорана; місцями збереглися ліси (соснові і змішані).